# Saillat-sur-Vienne
Saillat-sur-Vienne (tiếng Occitan: Salhac) là một xã của tỉnh Haute-Vienne, thuộc vùng Nouvelle-Aquitaine, miền trung nước Pháp.